# Ma Yue
Ma Yue (chinesisch 马越; * 2. Mai 1999) ist eine chinesische Leichtathletin, die sich auf das Kugelstoßen spezialisiert hat. In dieser Disziplin wurde sie 2025 Asienmeisterin.

## Sportliche Laufbahn
Erste internationale Erfahrungen sammelte Ma Yue im Jahr 2025, als sie bei den Hallenweltmeisterschaften in Nanjing mit einer Weite von 18,31 m den zehnten Platz belegte. Ende Mai siegte sie mit 18,26 m bei den Asienmeisterschaften in Gumi.
2023 wurde Ma chinesische Hallenmeisterin im Kugelstoßen.